# Gilberto Lonardi
Gilberto Lonardi (Verona, giugno 1937) è un critico letterario italiano.

## Biografia
Conseguita nel novembre 1961 la laurea in Lettere all'Università di Padova con una tesi sul Manzoni tragico (relatori Vittore Branca e Gianfranco Folena), rielaborata e pubblicata nel 1965 da Olschki, Lonardi ha insegnato per quattro anni presso l'Istituto Guarino Veronese di San Bonifacio, entrando poi nel 1968 in servizio all'Università di Verona dove, lungo una carriera pluridecennale terminata nel 2015, è stato professore di Letteratura italiana, Storia della tradizione classica e Critica dantesca.
La sua pur molto vasta produzione critica, con incursioni ad esempio nell'opera di Pirandello, D'Annunzio, Michelstaedter, Orelli e Sereni e con numerosi saggi confluiti in volumi miscellanei, si è incentrata soprattutto su Montale, Leopardi e Manzoni, a cui Lonardi ha dedicato diversi libri, pubblicati nell'arco di vari decenni.
Del poeta genovese ha messo in luce, tra le altre cose, i debiti con il melodramma - in particolare verdiano - e con lo stesso Leopardi, e una sua ancor poco studiata anglofilia. Gli studi su Leopardi mirano a rilevarne la presenza negli autori otto e novecenteschi, e, soprattutto negli ultimi due saggi (L'oro di Omero e L'Achille dei "Canti"), a scoprire gli echi di poeti e filosofi antichi, mediati da autori dell'età moderna, nel suo pensiero e nella sua poesia.
Dal 1963 agli anni 2000 Lonardi ha licenziato scritti per prestigiose riviste letterarie italiane quali Lettere italiane, Studi novecenteschi, Strumenti critici e Resine. Nel 1978 ha cominciato a tenere una rubrica culturale sul quotidiano scaligero, L'Arena, occupandosi, tra il 1984 e il 1990, anche di calcio.
Nel 2015 ha vinto il premio La Ginestra, a coronamento dei suoi studi leopardiani. In dismissione dal 2015, Lonardi è professore emerito dell'Ateneo veronese. È membro del Comitato Scientifico del Centro Nazionale di Studi Leopardiani, oltre che Socio Corrispondente Residente dell'Istituto Veneto di Scienze, Lettere ed Arti.
Tra il 2020 e il 2021 esordisce come poeta con una "plaquette" edita fuori commercio a cura di Gianni Cancellieri: La musa prigioniera. Versi 2020-2021.
Gli sono stati dedicati due volumi di studi, uno nel 2008 dai colleghi (Studi in onore di Gilberto Lonardi, Verona, Fiorini), l'altro nel 2013 dagli allievi (Il dono delle parole. Studi e scritti vari offerti dagli allievi a Gilberto Lonardi, Verona, Gabrielli).

## Pubblicazioni
- L'esperienza stilistica del Manzoni tragico, Firenze, Olschki, 1965
- Classicismo e utopia nella lirica leopardiana, Firenze, Olschki, 1969
- Graf, il lavoro perduto, la rima, Padova, Liviana, 1971
- Leopardismo. Saggio sugli usi di Leopardi dall'Otto al Novecento, Firenze, Sansoni, 1974
- Il vecchio e il giovane e altri studi su Montale, Bologna, Zanichelli, 1980
- Alcibiade e il suo demone. Parabole del moderno tra D'Annunzio e Pirandello, Verona, Essedue, 1988 ISBN 88-85697-22-4
- Il poeta e l'agone. Un esempio di partita doppia montaliana, Verona, Essedue, 1989
- Un classicista da attraversare. Montale, Zanella e la «colpa» moderna, Napoli, Edizioni Scientifiche Italiane, 1990 ISBN 88-7104-549-1
- Ermengarda e il Pirata. Manzoni, dramma epico, melodramma, Bologna, il Mulino, 1991 ISBN 88-15-02966-4
- Manzoni e l'esperienza del tragico, Modena, Mucchi, 1995
- Il fiore dell'addio. Leonora, Manrico e altri fantasmi del melodramma nella poesia di Montale, Bologna, il Mulino, 2003 ISBN 88-15-09084-3
- L'oro di Omero. L'«Iliade», Saffo: antichissimi di Leopardi, Venezia, Marsilio, 2005 ISBN 88-317-8757-8
- Con Dante tra i moderni. Dall'Alfieri a Pasolini (seminari e lezioni), Verona, Aemme Edizioni, 2008 ISBN 978-88-903316-0-2
- Winston Churchill e il bulldog. La Ballata e altri saggi montaliani, Venezia, Marsilio, 2011 ISBN 978-88-317-0699-5
- L'Achille dei "Canti". Leopardi, "L'infinito", il poema del ritorno a casa, Firenze, Le Lettere, 2017 ISBN 978-88-6087-965-3
- Il mappamondo di Giacomo. Leopardi, l'antico, un filosofo indiano, il sublime del qualunque, Venezia, Marsilio, 2019 ISBN 978-88-297-0072-1